# Comptonella baudouinii
Comptonella baudouinii är en vinruteväxtart som först beskrevs av Louis Antoine François Baillon, och fick sitt nu gällande namn av Thomas Gordon Hartley. Comptonella baudouinii ingår i släktet Comptonella och familjen vinruteväxter. Inga underarter finns listade i Catalogue of Life.